# Klapý
Klapý település Csehországban, a Litoměřicei járásban. Klapý Křesín, Slatina, Libochovice, Koštice, Chodovlice, Lkáň és Sedlec településekkel határos. Lakosainak száma 473 fő (2024. január 1.).

## Népesség
A település lakosságának változását az alábbi diagram mutatja:
| Lakosok száma | 709  | 800  | 851  | 640  | 570  | 532  | 473  | 482  | 493  | 473  |
|               | 1869 | 1890 | 1921 | 1950 | 1980 | 2001 | 2017 | 2019 | 2022 | 2024 |